# Къ
Къ къ – dwuznak cyrylicy używany w językach północnokaukaskich.

## Zastosowanie
Dwuznak Къ używany jest w języku abazyńskim, awarskim, agulskim, adygejskim, cachurskim, czeczeńskim, dargińskim, inguskim, kabardyjskim, karaczajsko-bałkarski, krymskotatarskim, kumyckim, lakijskim, lezgińskim, osetyjskim, rutulskim i tabasarańskim.
We wszystkich językach dźwiękiem tego dwuznaku jest [q] lub [q']. Wyjątkiem jest język osetyjski, w którym dźwiękiem dwuznaku jest [k'].

## Kodowanie
| Forma     | Wygląd | Części składowe | Części składowe |
| --------- | ------ | --------------- | --------------- |
| majuskuła | Къ     | U+041A К        | U+044A ъ        |
| minuskuła | къ     | U+043A к        | U+044A ъ        |